# Campionato del mondo di calcio da tavolo 1998 - Categoria individuale Under-16
Il Campionato del Mondo di Calcio da tavolo di Namur in Belgio.
Fasi di qualificazione ed eliminazione diretta della Categoria Under16.
Per la classifica finale vedi Classifica.
Per le qualificazioni delle altre categorie:
- individuale Open
- squadre Open
- individuale Under20
- squadre Under20
- squadre Under16
- individuale Veterans
- squadre Veterans
- individuale Femminile
- squadre Femminile

## Primo Turno

### Girone 1
- Peter Thomas  -  Nelson Fonseca 0-4
- Peter Thomas  -  Rasmus Gyldenkaerne 3-0
- Nelson Fonseca  -  Rasmus Gyldenkaerne 4-0

### Girone 2
- David Schuchardt  -  Miguel Ángel López 0-1
- David Schuchardt  -  Eliza Verhagen 2-4
- Miguel Ángel López  -  Eliza Verhagen 2-0

### Girone 3
- Nikos Beis  -  Vitor Lopes 1-3
- Nikos Beis  -  Michael Burns 5-0
- Vitor Lopes  -  Michael Burns 3-0

### Girone 4
- Wolfgang Haas  -  Stefan Boddenberg 4-1
- Wolfgang Haas  -  Alberto Mateos 2-3
- Stefan Boddenberg  -  Alberto Mateos 2-6

### Girone 5
- Sami Targui  -  Rasmus Lund 4-1
- Sami Targui  -  Jeroen Vemer 8-0
- Rasmus Lund  -  Jeroen Vemer 4-1

### Girone 6
- Richard Grimley  -  Velissaris Fragkakis 2-4
- Ilario Dragonetti  -  Sébastien Garnier 5-2
- Sébastien Garnier  -  Richard Grimley 2-4
- Velissaris Fragkakis  -  Ilario Dragonetti 1-1
- Richard Grimley  -  Ilario Dragonetti 2-0
- Sébastien Garnier  -  Velissaris Fragkakis 0-4

### Girone 7
- Sébastien Brulez  -  Thomas Exler 4-0
- Marco Brunelli  -  Daniel Badziung 7-2
- Sébastien Brulez  -  Daniel Badziung 6-1
- Marco Brunelli  -  Thomas Exler 4-1
- Sébastien Brulez  -  Marco Brunelli 4-1
- Daniel Badziung  -  Thomas Exler 2-2

### Girone 8
- Cédric Garnier  -  Alan Sharpe 5-0
- Carl Thorne  -  Michael Dressler 0-2
- Cédric Garnier  -  Michael Dressler 5-3
- Carl Thorne  -  Alan Sharpe 3-0
- Cédric Garnier  -  Carl Thorne 3-1
- Michael Dressler  -  Alan Sharpe 6-0

## Ottavi di Finale
- Nelson Fonseca  -  Marco Brunelli 3-2
- Eliza Verhagen  -  Cédric Garnier 1-0
- Sami Targui  -  Vitor Lopes 4-2
- Richard Grimley  -  Alberto Mateos 1-2
- Nikos Beis  -  Rasmus Lund 3-0
- Wolfgang Haas  -  Velissaris Fragkakis 3-0
- Sébastien Brulez  -  Peter Thomas 2-1 d.t.s.
- Michael Dresler  -  Miguel Ángel López 0-1

## Quarti di Finale
- Nelson Fonseca  -  Eliza Verhagen 1-0
- Sami Targui  -  Alberto Mateos 2-4
- Nikos Beis  -  Wolfgang Haas 2-2* d.c.p.
- Sébastien Brulez  -  Miguel Ángel López 0-1

## Semifinali
- Nelson Fonseca  -  Alberto Mateos 2-3 d.t.s.
- Wolfgang Haas  -  Miguel Ángel López 5-2

## Finale
- Wolfgang Haas  -  Alberto Mateos 5-0